# Johann Gottfried Galle
Johann Gottfried Galle (9. červen 1812 Radis – 10. červenec 1910 Postupim) byl německý astronom. Na observatoři v Berlíně s pomocí svého studenta Heinricha Louise d'Arresta v noci z 23. na 24. září 1846 jako první člověk vědomě pozoroval planetu Neptun. Pozici planety zjistil z výpočtů francouzského astronoma Urbaina Le Verriera. Po dokončení observatoře v Berlíně roku 1835 pracoval jako pomocník Johanna Franze Enckeho. Od roku 1851 působil ve Vratislavi jako profesor astronomie a ředitel tamní pozorovatelny.
Během své astronomické kariéry studoval komety a s pomocí svého syna Andrease Galleho v roce 1894 publikoval seznam 414 komet, sám objevil mezi 2. prosincem 1839 a 6. březnem 1840 3 komety. Jméno Galle nese také kráter na Měsíci a jeden z Neptunových prstenců.

## Objev Neptunu
Roku 1845 dokončil Galle disertační práci, ve které se zabýval rozborem Rømerovy práce o přechodech hvězd meridianem v období od 20. do 23. října 1706. Práci s věnováním poslal ještě v témže roce Le Verrierovi, který mu o rok později poslal odpověď s poděkováním a s nedávno vypočtenými elementy dráhy nové planety. Galle je dostal 23. září 1846 a ještě téhož dne večer se pokusil vyhledat těleso, které působilo odchylku oběžné dráhy Urana kolem Slunce. K orientaci na obloze používal čerstvě vytištěnou Besselovu mapu. Po chvíli objevil nebeské těleso, které nebylo na Besselově mapě vyznačeno. Pozorování následující noci potvrdilo, že se nejedná o hvězdu, nýbrž o planetu, těleso totiž mezitím změnilo svoji polohu mezi jinými hvězdami. Objevilo se více návrhů, jak planetu pojmenovat, nakonec však zvítězil Le Verrierův návrh pojmenovat ji Neptun.